# Killshot
Killshot – amerykański thriller oparty na powieści Elmore’a Leonarda pod tym samym tytułem z 1989 roku.

## Główne role
- Diane Lane jako Carmen Colson
- Mickey Rourke jako Armand „The Blackbird” Degas
- Thomas Jane jako Wayne Colson
- Rosario Dawson jako Donna
- Joseph Gordon-Levitt jako Richie Nix
- Lois Smith jako Lenore
- Don McManus jako Nelson Davies